# Jean Antoine Joseph Fauchet
Jean Antoine Joseph Fauchet, né le 31 août 1761 à Saint-Quentin et mort le 13 septembre 1834 à Paris, est un haut fonctionnaire et diplomate français, qui a notamment été ambassadeur de France aux États-Unis pendant la Révolution française.

## Biographie
Il fait ses études secondaires au collège Louis-le-Grand, puis des études de droit. 
Lorsque éclate la Révolution française, il y est très favorable et écrit un ouvrage en faveur du nouveau régime : La France heureuse par la Constitution. Il entre au ministère de la Guerre, puis à la mairie de Paris ; il devient ensuite secrétaire du Conseil exécutif.
En 1794, il est nommé ambassadeur de France aux États-Unis avec la mission première d'arrêter son prédécesseur Edmond-Charles Genêt.
Auteur d'un essai sur les relations franco-américaines (traduit par W. Duane, 1797), il presse les États-Unis de rembourser les prêts qui ont été faits,.
Quelques-unes de ses lettres ont été interceptées et utilisées pour mettre le Secrétaire d'État Edmund Randolph dans l'embarras.
Revenu en France, une mission à Saint-Domingue lui est proposée, mais il ne l'accepte pas. 
Favorable au coup d'État du 18 brumaire, il est successivement nommé préfet du Var, puis de la Gironde. En 1809, il est nommé préfet de l'Arno en Italie, poste qu'il occupe jusqu'au départ de l'armée française en 1814. En 1810, il est fait baron d'Empire.
Il est démis de ses fonctions lors de la Première Restauration en 1814.
Pendant les Cent-Jours, il redevient préfet de la Gironde et est élu député du Var (24 mai-13 juillet 1815). Il quitte la vie publique après le second retour de Louis XVIII.
Il est enterré au cimetière du Père-Lachaise (28e division).

## Publications
- La France heureuse par la Constitution
- Coup d’œil rapide sur l'état actuel de nos rapports politiques avec les États-Unis d'Amérique septentrionale, 1797